# Carintana dalle Carceri
Carintana dalle Carceri (fallecida en 1255)  fue señora de Eubea y princesa de Acaya. Pertenecía a una de las familias gobernantes de Eubea que llegaron allí en 1205 después de la cuarta cruzada. Su padre fue Rizzardo dalle Carceri que murió en 1220.
Después de la muerte de su hermano Marino dalle Carceri su sucesor y primo Narzotto dalle Carceri dio a Carintana la mitad de la Triarquía de Óreo. En 1246 se casó con el príncipe de Acaya Guillermo II de Villehardouin, era el segundo matrimonio de Guillermo. Después de su muerte en 1255, Guillermo reclamó la herencia de Óreo y comenzó una guerra con los triarcas de Eubea, que concluyó con la batalla de Karydi en 1258 en favor de Guillermo.